# Giovanni Habel-Küffner
Pas d'image ? Cliquez ici

a Compétitions nationales et continentales officielles uniquement.

b Matchs officiels uniquement.
Dernière mise à jour le 12 juin 2025.
Giovanni Habel-Küffner, né le 9 janvier 1995 à Auckland (Nouvelle-Zélande), est un joueur samoan, allemand et néo-zélandais de rugby à XV jouant aux postes de troisième ligne centre et troisième ligne aile à l'Aviron bayonnais depuis 2024.

## Biographie

### Jeunesse et formation
Giovanni Habel-Küffner est né en Nouvelle-Zélande d'une mère allemande originaire de Heidelberg et d'un père samoan,. Il commence le rugby à l'âge de six ans en Nouvelle-Zélande. Il aurait pu commencer un an plus tôt à l'école mais sa mère souhaitait plutôt qu'il joue au football. Il débarque au centre de formation de la Section paloise en 2015. Initialement, il devait rester une seule saison à Pau afin de découvrir le rugby français. Après seulement deux mois à Pau, Giovanni Habel-Küffner s'est senti à son aise et a commencé à envisager de prolonger son séjour. Engagé dans des discussions pour étendre son contrat, sa femme, étudiante en licence de marketing, l'a rejointe pendant ses vacances scolaires initialement prévues pour trois mois. Ensemble, ils ont décidé de prolonger leur séjour à Pau, signifiant ainsi une extension de deux ans pour Habel-Küffner.

### Carrière en club

#### Section paloise (2015-2022)
Giovanni Habel-Küffner commence sa carrière professionnelle avec la Section paloise lors de la saison de 2015-2016 de Top 14. Son premier match avec l'équipe première est une rencontre de Challenge européen 2015-2016 face au Castres olympique en janvier 2016. En 2017, il signe son premier contrat professionnel.
Au cours de la saison 2019-2020, il inscrit son premier essai en Top 14 lors de la victoire de la Section 37 à 28 contre l'ASM Clermont Auvergne.
En février 2020, il participe à la première édition du Supersevens avec le club béarnais, atteignant la finale où la Section paloise s'incline face au Racing 92.
En juin 2020, Habel-Küffner prolonge son contrat avec la Section paloise jusqu'en 2022. Malgré le fait que le club béarnais se batte pour obtenr son maintien, la saison 2020-2021 est celle de la consécration pour Giovanni Habel-Küffner , qui s'impose enfin comme un titulaire à part entière.
Cependant, en 2022, le joueur annonce son départ pour le Stade français, exprimant toutefois son ambition de revenir terminer sa carrière au sein du club. Habel-Küffner dispute son dernier match face au Castres olympique en juin 2022 à l'occasion de la 26e journée de Top 14.
Au total, Habel-Küffner a disputé 23 matches en Challenge européen (11 titularisations) et 67 en Top 14 (44 titularisations), inscrivant dix essais pour les sectionnistes.

#### Stade français Paris rugby (2022-2024)
Giovanni Habel-Küffner s'engage avec le Stade français Paris à partir de la saison 2022-2023. Il est titulaire lors des cinq premières journées de championnat et inscrit son premier essai de la saison face à l'ASM Clermont. Durant la saison 2022-2023, il dispute 23 matchs de Top 14 et inscrit 3 essais, ainsi que deux matchs de Challenge Cup.
Fin novembre 2023, après la défaite du Stade français face à la Section paloise pour le compte de la 8e journée de la saison 2023-2024 de Top 14, il se rend en boîte de nuit à Pau avec plusieurs de ses coéquipiers, malgré l'interdiction de son club, et frappe un membre du staff du club béarnais. Il est dès lors suspendu par son club et risque le licenciement. Il est finalement mis à pied par son club jusqu'au 17 décembre 2023.

#### Aviron bayonnais (à partir de 2024)
En juin 2024, Giovanni Habel-Küffner s'engage pour trois saisons avec l'Aviron bayonnais.

### Carrière internationale
Il a évolué avec la sélection des Samoa des moins de 20 ans. Il a participé à la coupe du monde des moins de 20 ans avec les Samoa en 2014 et 2015.
En novembre 2021, il est invité dans l'équipe des Barbarians français pour affronter les Tonga au Matmut Stadium Gerland de Lyon. Les Baa-Baas s'impose 42 à 17 grâce à six essais inscrits.
En octobre 2024, il est sélectionné avec l'équipe d'Allemagne en vue d'un match amical contre les forces armées britanniques.

## Controverses
En février 2019, Giovanni Habel-Kuffner, alors joueur de la Section paloise, est condamné à deux mois de prison avec sursis et 1 000 euros d'amende après avoir insulté des policiers et refusé d'être emmené au commissariat de police. Les faits ont eu lieu le 23 décembre 2018, à la suite d'une soirée fortement arrosée. En état d'ébriété, Habel-Kuffner s'est trompé à l'interphone en voulant rendre visite à un ami demeurant à Billère. Une altercation avec les voisins a conduit à l'intervention de la police. L'arrestation a été difficile, marquée par des insultes en anglais et français. Après avoir été maîtrisé avec l'usage de lacrymogènes, le joueur a été placé en cellule de dégrisement, où il a reconnu les faits et présenté des excuses lors d'une audience de plaider-coupable. Durant cette saison, il a participé à seulement cinq rencontres toutes compétitions confondues.
En novembre 2023, après la victoire de la Section paloise contre le Stade français, un incident a éclaté à la discothèque du Durango à Pau, dans le quartier du Hédas. Huit joueurs et deux membres de l'encadrement parisien, enfreignant l'interdiction de sortie imposée par le club, ont été impliqués. D'après La République des Pyrénées, Giovani Habel-Küffner, désormais ex-sectionniste aurait agressé un membre du staff de la Section, portant un coup au visage sans sommation. Les Parisiens en infraction ont été convoqués par le manager Laurent Labit pour des sanctions potentielles, incluant des avertissements, des amendes, des mises à l'écart, voire des licenciements.

## Palmarès
- Finaliste du Supersevens en 2020 avec la Section paloise